# Sangeang
Sangeang  è un'isola vulcanica dell'Indonesia.

## Geografia
L'isola di Sangeang è un'isola vulcanica posizionata a nord-est dell'isola di Sumbawa, nel Mare di Flores, nelle Piccole Isole della Sonda.
La forma è quasi circolare con un diametro di circa 15 km. Il clima è tropicale umido. Il terreno è ricoperto di foreste secche decidue. È caratterizzata dalla presenza del complesso vulcanico attivo di Sangeang Api, formato dai due coni vulcanici di Doro Api, alto 1.949 m e Doro Mantoi, di 1.796 m situati rispettivamente al centro e nella parte orientale di una più grande e antica caldera. L'attività eruttiva intermittente è stata registrata fin dal 1512 con un incremento durante il XX secolo. L'ultima eruzione esplosiva risale al 30 maggio 2014, quando una colonna di cenere si è sollevata dalla cima per oltre 3 chilometri, provocando l'evacuazione delle località più vicine sull'isola di Sumbawa e deviazioni nel traffico aereo.
L'isola è pressoché disabitata.